# Luigi Loir
Luigi Aloys-François-Joseph Loir (Deutsch Goritz, 22 de dezembro de 1845 — Paris, 9 de fevereiro de 1916), conhecido como Luigi Loir, foi um pintor, ilustrador e litógrafo francês.

## Biografia
Luigi Loir nasceu em Deutsch Goritz, na Áustria, em 1845. Seus pais, Tancred Loir François e Thérèse Leban, eram franceses, mas moravam na Áustria como empregados da exilada família real francesa, da Casa de Bourbon. Ele era manobrista, ela governanta da família real. Desde a Revolução Francesa que Goritz tornou-se um refúgio para artistas, o que influenciaria o jovem Luigi. Logo após seu nascimento, a família Bourbon mudou-se para Parma, na Itália, seguida pelos empregados, para a casa do Duque de Parma.
Em 1860, sua família, incluindo sua irmã, tiveram que retornar à França quando a família Bourbon foi expulsa de Parma. Luigi ficou na cidade, ingressando na Academia de Belas-Artes de Parma, para estudar pintura. Três anos depois, seu pai ficou gravemente doente, obrigando-o a se mudar para Paris, para auxiliar o pai e à família. Sua vivência na cidade teria grande influência em sua vida como pintor.
Luigi logo conheceria Jean-Aimable Amédée Pastelot, que se tornaria seu principal tutor, especializado em pintar flores e cenários, em gerar com guache e aquarela, além de caricaturas em jornais. Foi em seu estúdio que Luigi pode ter contato com diferentes estilos e formas de arte, como decoração, fantasias, ilustrações e escrita. Mas as ruas de Paris eram sua principal inspiração para a pintura, especialmente depois da grande obra de urbanismo do barão Georges-Eugène Haussmann, no começo dos anos 1850, que mudou as ruas labirínticas e medievais da cidade para um complexo ordenado de grandes bulevares.
Com as mudanças acontecendo, Luigi retratou a transformação da capital e seus habitantes. Seus quadros começaram a atrair público, expondo em salões e galerias na cidade, ganhando vários prêmios, como a medalha de ouro na Exposition Universelle, de 1889. Outros de seus quadros foram para vários países da Europa e para os Estados Unidos. Além das pinturas, ele era conhecido pelo design gráfico para propagandas, ilustrações para livros e álbuns, bem como decoração para teatros e óperas. Foi membro de diversas associações artísticas e foi agraciado como cavaleiro da Ordem Nacional da Legião de Honra, em 1898.

## Morte
Luigi trabalhou até o fim da vida com pintura, ilustração e decoração. Ele morreu em 9 de fevereiro de 1916, em Paris.

## Livros ilustrados
- Júlio Verne, Livros Ilustrados[6]. 1882.

## Obras em coleções públicas
Inglaterra
- Londres, Connaught Brown:  Quai Bourbon, s.d.

França
- Bar-le-Duc, : Avant l'embarquement, effet crépusculaire, 1893.
- Bordeaux, Museu de Belas Artes de Bordeaux[7]
- Marseille, Museu das civilizações da Europa Mediterrânea: Félicia Mallet dans L'Enfant prodigue, chromolithographie.
- Paris : 
  - Hôtel de ville de Paris :
    - Les Préparatifs de la fête foraine, salle d'honneur du conseil municipal ;
    - La Rue de la Pitié vue du Val de Grâce, salon des sciences.

  - Museu Carnavalet : Porte Maillot, effet de neige, la nuit, huile sur toile.
  - Musée d'Orsay.
  - Petit Palais: Le Marché à la ferraille.
- Rouen, Museu de Belas Artes de Rouen.

República Checa
- Praga, Galeria Nacional de Praha : Le Métropolitain, 1899.

## Galeria

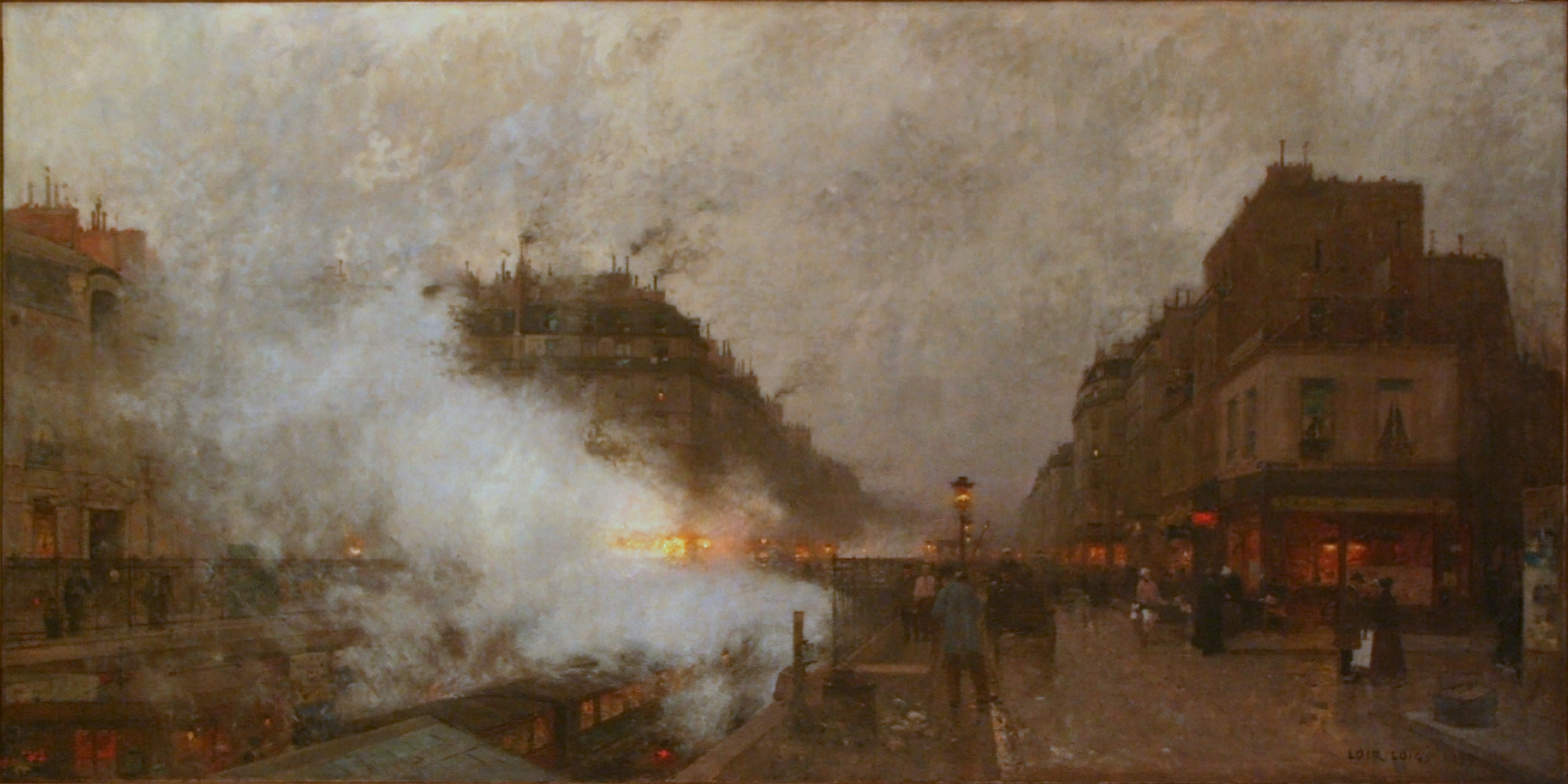
Underground Railway, óleo sobre tela, 1899
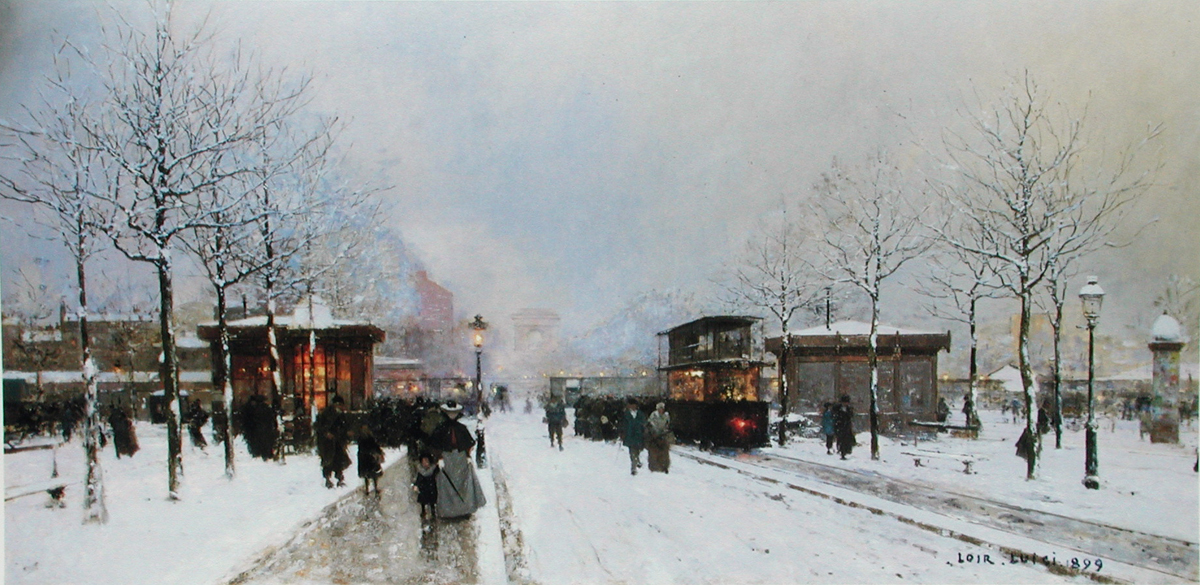
Sem nome, óleo sobre tela
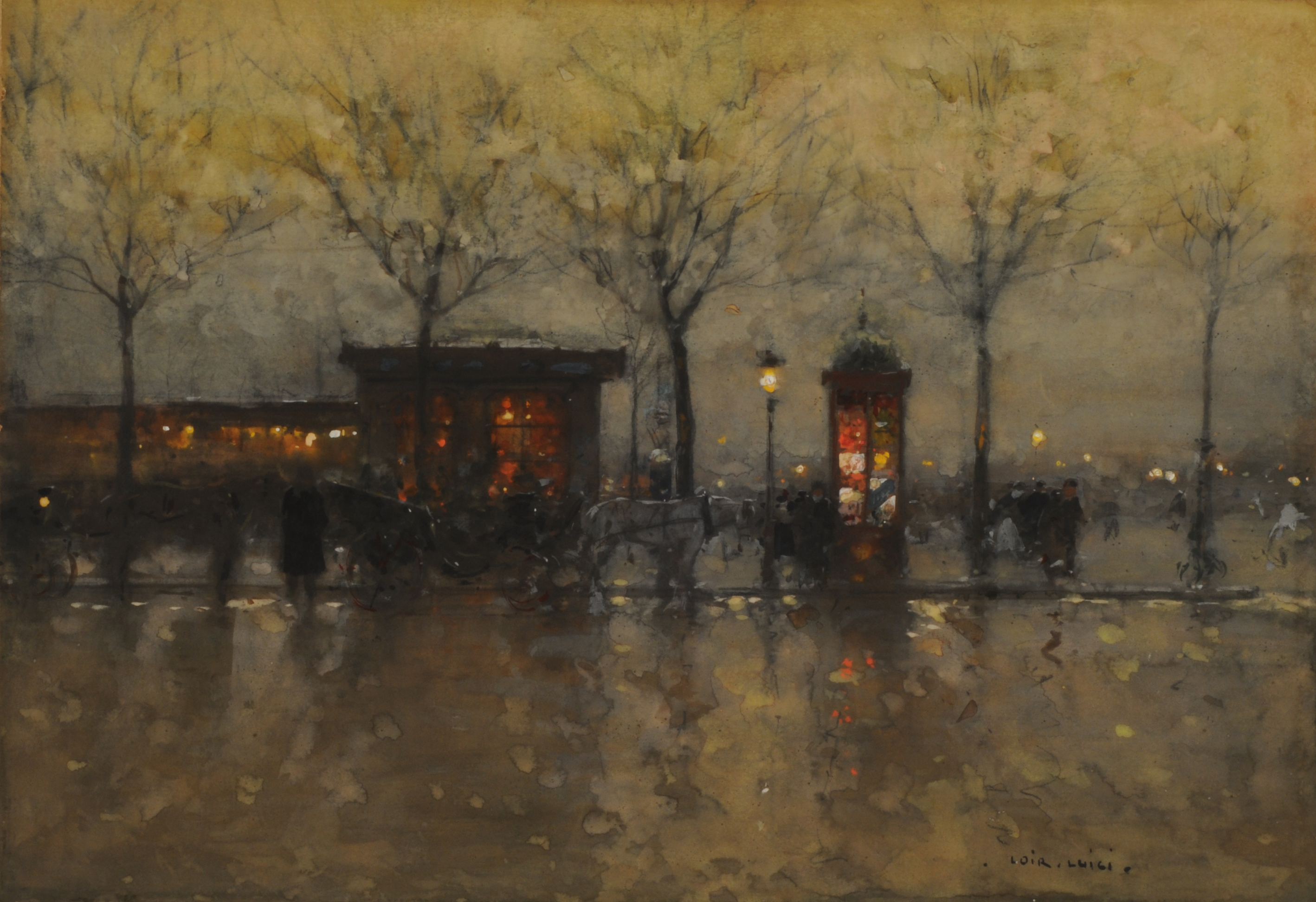
Sur le quais de Paris, aquarela sobre tela
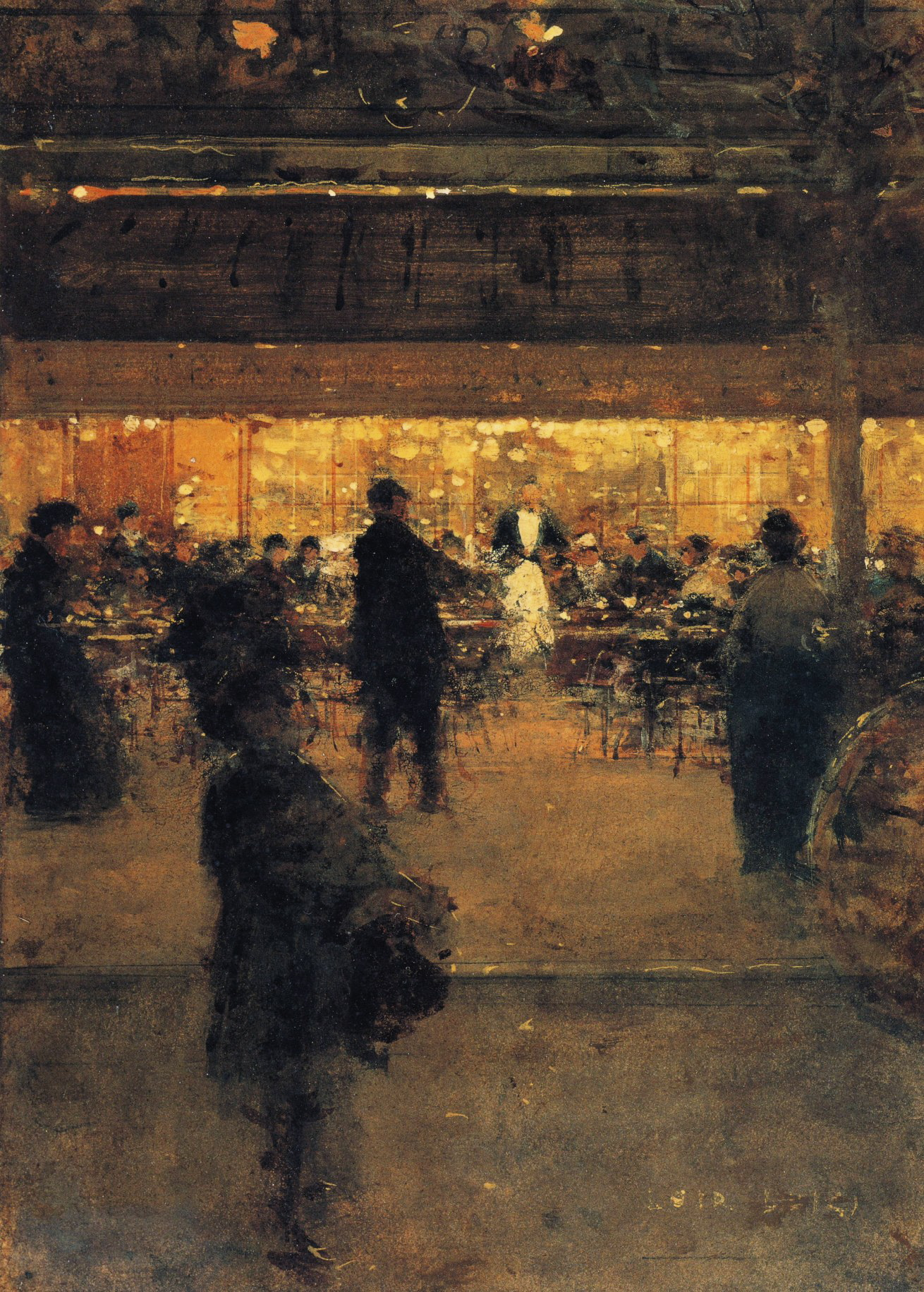
The Night Café, óleo sobre tela, cerca de 1910